# Sebastian Schobinger
Sebastian Schobinger (auch Sebastian Schowinger; * 10. April 1579 in St. Gallen; † 10. Januar 1652 ebenda) war ein Bürgermeister von St. Gallen (Schweiz).

## Leben
Sebastian Schobinger war der Sohn von Tobias Schobinger (* 26. April 1539 in St. Gallen; † 21. Mai 1619 ebenda), Gutsbesitzer und Mathematiker, und dessen Ehefrau Magdalena Kobler (* 1556 in St. Gallen; † 6. Juli 1640 ebenda). Von seinen Geschwistern sind namentlich bekannt:
- Esaias Schobinger (* 1572 in St. Gallen; † 24. Oktober 1636 ebenda), drei Jahre in Mailand und Turin ausgebildet, sieben Jahre dann in Wien für die Schobingersche Handelsgesellschaft tätig, verheiratet mit Sabina von Vonbühl
- Helena Schobinger (* 1. März 1574 in St. Gallen; † 6. April 1628 ebenda), verheiratet mit Hans Jacob Fels (1580–1621), Kaufmann
- Hans Bartholome Schobinger (* 1583 in St. Gallen; † 6. Juni 1656 ebenda), Stadtammann, verheiratet mit Barbara Spindler (1586–1668)

Sein Grossvater war Bartholomäus Schobinger (1500–1585), vermögender Kaufmann, Privatgelehrter und Eigentümer von Schloss Horn und Schloss Weinstein in Marbach.
Er studierte ab dem 25. August 1596 in Montpellier, ab dem 12. November 1599 in Padua wie auch an der Universität Basel Sprachen, Philosophie und Medizin und wurde 1601 zum Dr. med. promoviert, anschliessend unternahm er eine längere Reise nach Mömpelgard (Montbéliard) und Frankfurt am Main.
Er wurde 1604 Leibarzt des späteren Kaisers Matthias. Von 1605 bis 1608 und von 1611 bis 1634 war er als fürstlicher Stiftsarzt Stadt- und Leibarzt der Fürstäbte Bernhard Müller und Pius Reher aus St. Gallen. Er galt seinerzeit als der bedeutendste Arzt in der östlichen Schweiz und betreute auch die Klöster Magdenau, St. Johann, Pfäfers, Einsiedeln und Muri sowie die Städte Bregenz, Feldkirch und Konstanz. Der Abt Jodocus Hösli des Klosters Pfäfers erbat sich ein Gutachten über die Versetzung der Badeeinrichtungen des Klosters, die sich in einer schwer zugänglichen Felsenschlucht befanden; durch seine Vermittlung wurde auch eine Untersuchung der Heilquelle in der Taminaschlucht vorgenommen.
In der Zeit von 1614 bis 1632 war er Ratsherr und von 1632 bis 1652 im Wechsel mit Georg Huber, Kaspar Friedrich (gewählt 1636) und Hans Hildbrand (gewählt 1638) im Dreijahresturnus Amtsbürgermeister, Altbürgermeister und Reichsvogt. Er vertrat, besonders in den Jahren 1618 bis 1629, St. Gallen auf den eidgenössischen Tagsatzungen. 1619 reiste er als Gesandter nach Heidelberg, um vom Kurfürsten Friedrich V. als damaligem Reichsvikar die Regalien zu empfangen, die schon unter zwei vorhergehenden Kaisern nicht mehr bestätigt worden waren.
1650 nahm er als Gesandter der Stadt St. Gallen am Schiedsspruch der vier Schirmorte zu Lehens- und Zollstreitigkeiten mit der Fürstabtei St. Gallen teil.
Er führte einen umfangreichen Briefwechsel mit Gelehrten seiner Zeit, unter anderem mit Johann Rudolf Saltzmann (1573–1656), Felix Platter, Thomas Platter, Josua Pictorius, Melchior Goldast, Theodor Zwinger dem Jüngeren, Wilhelm Fabry und Johann Heinrich Hottinger. Er verwaltete als Bibliothekar auch die Vadiana, die Bibliothek des Gelehrten Joachim Vadian, mit dem er befreundet war. In ihr befindet sich auch seine eigene, 701 Schreiben zählende Briefsammlung, allerdings keine Briefe von ihm selbst.
Er wurde am 13. März 1623 gemeinsam mit seinen acht Brüdern und allen Nachkommen seines Grossvaters Bartholomäus durch Ferdinand II. in den Reichsadelsstand erhoben.
Sebastian Schobinger war seit 1612 verheiratet mit Sabina (1579–1612), Tochter des Joachim Zollikofer und Witwe des Matthäus Zollikofer.

## Mitgliedschaften
Seit 1612 war er Mitglied der Gesellschaft zum Notenstein.

## Schriften (Auswahl)
- Handschriften von Sebastian Schobinger. In: e-manuscripta.ch.
- Schriften von Sebastian Schobinger bei WorldCat.